# Canton, Ohio
Canton är en stad i Stark County i delstaten Ohio i USA. År 2000 hade orten 80 806 invånare. Den har enligt United States Census Bureau en area på 53,3 km², varav 0,1 km² är vatten.
Staden är administrativ huvudort (county seat) i Stark County. Canton är hemort för Pro Football Hall of Fame Under 1920 hölls möten i Canton med representanter från olika professionella klubbar i amerikanska fotboll vilket resulterade i att American Professional Football Association vilket två år senare kom att döpas om till National Football League (NFL) som finns kvar än idag och är en av största sportligorna i världen.

## Kända personer
- William McKinley, USA:s 25:e president
- Marilyn Manson
- David Wottle